# Ghost (Plastic Treeの曲)
「Ghost」（ゴースト）は、日本のバンドPlastic Treeの20枚目のシングルである。2005年11月16日発売。発売元はJ-ROCK。

## 概要
- 3ヶ月連続シングル第2弾
- ジャケットサイズカレンダー4枚封入。

## 収録曲
1. Ghost(4:54)
作詞・作曲：ナカヤマアキラ、編曲：Plastic Tree
2. 水彩(4:10)
作詞・作曲：長谷川正、編曲：Plastic Tree
3. Ghost -Instrumental-(4:53)
作曲：ナカヤマアキラ、編曲：Plastic Tree

## 収録アルバム

### Ghost
- オリジナル『シャンデリア』（2006年6月28日）
- ベスト『ゲシュタルト崩壊』（2009年8月26日）
- ベスト『ALL TIME THE BEST』（2010年7月7日）

### 水彩
- ベスト『B面画報』（2007年9月5日）